# Едвард де Вер, 17-й граф Оксфорд
Едвард де Вер, 17й граф Оксфорд (англ. Edward de Vere, 17th Earl of Oxford; 12 квітня 1550, замок Хедінгем — 24 червня 1604, Гекні) — придворний єлизаветинського двору, драматург, поет, спортсмен та покровитель мистецтв і нині найпопулярніший кандидат на авторство Шекспірових робіт.

## Дитинство та освіта
Едвард де Вер народився в сім'ї Джона де Вера, 16-го графа Оксфорда та його другої дружини зі стародавнього саксонського роду Марджері Ґолдінґ. Едвард був першою дитиною — окрім нього була ще донька Мері. З'явившись на британській землі з Вільгельмом Завойовником, рід Едварда ніколи не втрачав тісний зв'язок з англійським королівським домом. З кінця XIV століття рід Оксфордів грав провідні ролі в політичному житті країни. Під час Війни Троянд його представники були одними з найвірніших прихильників Ланкастерів і багато в чому сприяли перемозі Генріха VII та встановленню династії Тюдорів в Англії. Стародавній, знатний рід Едварда де Вера робив його найбільш наближеним до королівського трону і Оксфорд пишався своїм походженням. Він був фаворитом при дворі, де, здається, здебільшого і жив в молодості.
Едвард де Вер зростав в інтелектуальній атмосфері та отримав першокласну освіту. Його щоденний навчальний план включав французьку, латину, грецьку, письмо, малювання, танці, космографію, мистецтво верхової їзди, стрільбу, соколине полювання, фізичні вправи і богослов'я. Граф отримав ступінь бакалавра в Кембріджському університеті (1564), закінчив магістратуру в Оксфордському університеті (1566) та отримав юридичну підготовку в Ґрєєвській школі (1567). Його особистою освітою займалися найкращі наставники Англії: учений і дипломат — сер Томас Сміт, любитель старовини, картограф, один із засновників англосакського мовознавства і літературознавства — Лоренс Новел.
Крім того, Оксфорд був знайомий з видатним математиком, астрономом, астрологом, географом і окультистом Джоном Ді, і, згідно з твердженнями Бернарда Варда, можливо під керівництвом останнього вивчав астрономію. Латини Едварда навчав його рідний дядько — Артур Ґолдінґ — відомий англійський перекладач єлизаветинського періоду.
Під час викладання у графа Оксфорда, Ґолдінґ займався перекладом «Метаморфоз» Овідія, котрий був опублікований у 1567 році та є широковідомим своїм великим впливом на творчість Вільяма Шекспіра. Крім того, сім'я Едварда особливо захоплювалася літературою і драматургією. Двоє його вуйків — барон Шеффілд і граф Сарі — були поетами (останній створив форму сонета, пізніше відому як «шекспірівська»). Його тітка, Франсіс Вер, графиня Сарі, теж писала вірші, а батько, Джон де Вер, утримував акторські трупи. Близьким другом сім'ї був блискучий поет при дворі королеви Марії, Томас Во, 2-й лорд Гарроуден, один з віршів якого наспівував могильник шекспірівському «Гамлеті».
Як і його батько, Едвард був чудовим спортсменом і не раз перемагав в кінних лицарських турнірах. Завдяки цим перемогам і гербу віконта Булбека отримав прізвисько «spear shaker». Оскільки батько помер, коли Едвард був неповнолітнім, новий граф Оксфорд став королівським вихованцем. Він знаходився під опікою сера Вільяма Сесіла, згодом барона Бурґлея, — блискучого політика, міністра і радника Єлизавети І. Про стосунки Едварда з матір'ю мало відомо, крім того, що впродовж чотирнадцяти місяців після смерті чоловіка вона уклала нерівний шлюб з сером Чарльзом Тіреллом.
Живучи багато років в будинку Сесіла, Оксфорд мав доступ до його великої бібліотеки, яка на час смерті самого Сесіла налічувала близько 1 700 книг і 249 манускриптів. Окрім того, садівником Сесіла був відомий ботанік Джон Джерард, — автор книги «Трави або загальна історія рослин», — який познайомив Англію з мускусною трояндою, згаданою в шекспірівській п'єсі «Сон літньої ночі». Хоча даних про власну бібліотеку Оксфорда немає, з його рахунків відомо, що він придбав твори Чосера, женевську Біблію, роботи Плутарха французькою мовою та інші книги.

## У дорослому віці
У 1570 році Едвард взяв участь в воєнній компанії в Шотландії під проводом графа Сассекса. Наступного року він був заявлений провідною персоною при дворі та був деякий час фаворитом королеви. Згідно з матеріалами, що зберігаються в Бодліанській бібліотеці, в травні 1571 року Едвард де Вер прославився на турнірі, зламавши тридцять два списи об своїх противників та одержавши три перемоги, поціливши в голову або груди.

## Шлюб
19 грудня 1571 року Сесіл одружив Едварда де Вера зі своєю донькою Енн. Це був династичний шлюб, де всі переваги отримав Сесіл, якому, для скорочення соціального розриву між ним і зятем, був подарований титул барона Бурґлея. Чому Оксфорд погодився на цей шлюб невідомо. Сімейне життя Едварда з Енн було, вочевидь, нещасливим — Оксфорд безперервно подавав прохання королеві відпустити його подорожувати закордон і, нарешті, отримавши його, відбув на Континент. На початку лютого 1575 року Оксфорд попрямував до Парижа, потім, через Страсбург — до Венеції. Він був ще в Парижі, коли в березні його повідомили, що його дружина чекає дитину. Не зважаючи на виражену в листах до Бурґлея радість із цього приводу, Оксфорд обмежився подарунками для Енн, не змінивши своїх планів.

## Закордонні подорожі
В Італії він провів більшу частину п'ятнадцятимісячної подорожі, з травня 1575 року по березень 1576 року, відвідавши Венецію, Геную, Мілан, Падую, Сієну, Флоренцію і, цілком імовірно, Мантую, Верону, Болонью, Неаполь, Палермо, Сицилію і Рим. Своєю основною резиденцією Оксфорд вибрав Венецію, де побудував собі будинок. У своєму листі барону Бурглею, Едвард висловив намір відвідати Туреччину, — провести 2-3 місяці в Константинополі, — а також Грецію. Але, дуже довго затримавшись в Італії, вирішив натомість відвідати Німеччину або Іспанію. Його плани були зруйновані лихоманкою, викликаною сильною літньою спекою. Залишившись в Італії, він розширив своє знайомство з місцевими традиціями під час періодичних короткочасних подорожей країною.
Тим часом в Англії, дружина Едварда народила дівчинку, котру в честь королеви було названо Єлизаветою. На думку Бернарда Варда лист Едварда до Бурглея хоча і не висловлює відкрито, проте несе відбиток розчарування, що Анна не народила йому сина: він не питає ані про її здоров'я, ані про самопочуття. Повернувшись до Англії в квітні 1576 року, Оксфорд вільно володів італійською мовою, добре знав північні італійські міста і настільки проникав італійською культурою, що був сатирично висміяний Габріелом Гарві як «італійський граф».
Тим часом при англійському Дворі був поширений поголос, що Оксфорд не є батьком новонародженої дитини. Невідомо хто передав ці чутки Едварду де Веру. За словами Марка Александра, Роланд Йорк — слуга графа Оксфорда — є найімовірнішим намовником. По прибуттю в Англію, за словами Варда, Едвард де Вер попрямував прямо до королеви і заявив про відмову бути присутнім при дворі в час, коли там знаходитися його дружина. Проте, згідно з документами Сесіла, прибувши в Дувр 19 квітня 1576 року, Едвард відмовився розмовляти з сером Томасом Сесілом, та рушив не «напряму до королеви», а в дім Р. Йорка, де таємно від усіх перебував декілька днів. За даними того ж Сесіла, там Едварда навідувала його сестра Мері.
Едвард відмовився жити з Енн, переїхавши до «Савой» та повністю занурившись у літературну та музичну діяльність, тим самим абсолютно розсварившись з Сесілом. Розділення тривало майже шість років (з квітня 1576 по грудень 1581).
Починаючи з моменту розриву з Енн, в поезії Едварда з'являється гіркий присмак розчарування в жінках і важке клеймо ганьби. Вірш «Обмовлений перед лицем всіх безповоротно загублених надій» вперше опубліковане в збірці «Рай витончених вигадок» 1576 року, говорить про життя автора в ганьбі і безславності, які занурили в безодню печалі його душу, серце, розум і сили. Професор Оксфордського університету У.Дж. Кортхоуп в «Історії англійської поезії» пише:
«Едвард де Вер сімнадцятий граф Оксфорд […] великий метр літератури […] Його власні вірші відрізняються лаконічністю […] і небагатослівною точністю […] Його витончена вишуканість стилю чудова […] Він не просто був дотепний сам, він пробуджував дотепність в інших». 
За підрахунками Лоренса Стоуна Едвард де Вер витратив на протегування діячів літератури та культури понад 70 000 фунтів, отриманих з продажу родових маєтків, до чого досить несхвально відносився Бурглей. Під опікою графа Оксфорда знаходилися: Едмунд Спенсер, Артур Ґолдінґ, Роберт Ґрін, Джон Гестер, Джон Брук, Джон Лілі, Ентоні Мандей, Томас Черчярд та інші. Останні троє авторів Едвард де Вер в різний час наймав до себе на службу. Джон Лілі присвятив йому свої книги «Евфуес: Аналіз кмітливості» (1578(79н.с.)) та «Евфуес: його Англія» (1579(80н.с.)). В них Лілі висловлює протест проти типово-аристократичного виховання молоді і особливо проти поїздок в «розбещену» Італію для завершення навчання. За його твердженням, молодь в Італії «вправляється в невірстві, звикає до безжурного життя і марнотратства». Не зважаючи на пуританські догмати, ці дві книги розпочали серед єлизаветинської аристократії моду на евфуїзм — стиль, що відзначався пишномовністю та мав вплив на ранню творчість Шекспіра, хоча і був висміяний ним в «Марних зусиллях кохання». Ентоні Мандей присвятив Оксфорду «Зілото: Фонтан слави» (1580) та «Дзеркало мінливості» (1579). Томас Кід, якому приписують авторство «Іспанської трагедії», можливого «Пра-Гамлета» (1588-9?) та «Приборкання норовиливої», також працював на Оксфорда (1587—1593).
Захоплюючись перекладами, Оксфорд в 1571 році (1572 р. н.с.) написав присвячення на латині до перекладу Бартоломея Клерка твору Балтазара Кастільйоне «Придворний». А в 1573 році — присвяту англійською, супроводжувану віршами, до перекладу з латини Томаса Бедінгфільда твору італійського математика і медика Джироламо Кардано «Втіха». Переклад Кардано, опублікований на замовлення та при фінансовій підтримці Оксфорда, відомий серед дослідників як «книга Гамлета», оскільки містить декілька дослівних паралелей з текстом Шекспірового «Гамлета» — здебільшого в уривку, де йдеться про занудну компанію старого, що збігається з гамлетівськими жартами над Полонієм (наприклад, такі фрази як: plum-tree gum, plentiful lack wit, most weak hams і таке інше), а також уривок, багато в чому аналогічний гамлетівському монологу «бути, чи не бути».

## Сварки, змови та скандали
Повертаючись до роботи У.Дж. Кортхоупа «Історія англійської поезії», знаходимо рядки про те, що Едвард де Вер був визнаним керівником групи придворних поетів-евфуїстів, «сам — неперевершений поет у вишукано-італійському стилі», і конкурент Філіпа Сідні. Сідні очолював другу групу придворних поетів — прихильників ідеалізму, що викликала на себе насмішки спробами встановити штучні правила написання творів. Відмінною рисою робіт Оксфорда є їх сила, натуральність і справжня витонченість. Ще починаючи з заручин Філіпа з Енн Сесіл, у поведінці обох авторів простежується особове суперництво, що переростає згодом в нетерпимість. Це засвідчують два вірші, що збереглися — «Був би я король, я міг би задоволено правити» Едварда де Вера, і єхидна відповідь Сідні «Ти був королем, але все ж не правив задоволено». Опонуючи Сідні та іншим, граф Оксфорд в 1579 року підтримав католиків під час пропозиції одруження королеви з братом французького короля. С того часу літературне суперництво Сідні та Оксфорда переросло в релігійно-політичне протистояння, що досягло свого апогею в серпні, вилившись в загальновідому сварку на тенісному корті. Біографи Філіпа Сідні звинувачують у всьому Едварда де Вера, який, за їх заявою, поводився агресивно і грубо. Біографи де Вера, в свою чергу, звинувачують Філіпа Сідні в провокації інциденту. Крапки над «і» розставила королева, посадивши обох під домашній арешт.
Коли переговори щодо французькому шлюбу закінчились нічим, Оксфорд подав королеві заяву, в якій звинувачував своїх колишніх соратників в зрадницьких діях, що призвело до арешту Генрі Говарда, Чарльза Арунделла, Френсіса Саусвелла та самого де Вера. В спробі очорнити Оксфорда і тим самим поставити під сумнів його свідчення, Говард і Арунделл звинуватили графа в численних злочинах: вбивствах і підбурюванні, плануванні вбивства Філіпа Сідні та Роберта Дадлі, некромантії, атеїзмі, пияцтві, з численними прикладами педерастії. Звинувачення не були сприйняті серйозно, але, не зважаючи на це, Оксфорд так ніколи не зміг повністю відновити свою репутацію і минулу прихильність королеви, бо окрім того, під час розбрату з дружиною, Едвард закохався в красиву брюнетку — фрейліну королеви, Енн Вавасор і 23 березня 1581 року коханка народила сина — Едварда. Розсерджена цим королева заслала коханців і їх новонародженого в Тауер. Оксфорд був скоро звільнений — по смерті його позашлюбного сина (9 травня 1581 року), — але відлучений від двору. Після виходу з в'язниці, граф був втягнутий в бійку з дядьком Енн Вавасор, Томасом Ніветом, в результаті якої обидва отримали серйозні поранення — Оксфорд був поранений в ногу, що призвело в подальшому до кульгавості (яка згадується в листах Оксфорда). Слуги Едварда ще більше року брали участь в частих вуличних сутичках з розлюченими родичами Вавасор. В результаті четверо були убиті, ще четверо поранені. Королівське прощення Едварада де Вера було організовано сером Волтером Релі, що дало Оксфорду змогу повернутися до двору, після двох років ганьби, в червні 1583 року, хоча він так ніколи вже не відновив свої позиції придворного першої величини.
У січні 1582 року граф повернувся до дружини і визнав Елізабет де Вер своєю дитиною. Після возз'єднання у них народилося ще три дочки — Бріджет, Сюзен та Френсіс(померла у дитинстві). Через активне меценатство і погане управління власним майном графу Оксфорду довелося продати всі спадкові землі. Так, у 1583 році Бурглей описував графа як майже банкрута, зі штатом прислуги у складі чотирьох ліврейних слуг.

## Королівська щорічна рента
У 1586 році, коли Оксфорду було 36 років, королева надала йому довічну пенсію в 1 000 фунтів на рік (близько 500 000 фунтів за сьогоднішніми мірками). Мотив для цієї нехарактерної з боку королеви великодушності залишився таємницею. Тим не менш, король Джеймс I, після смерті Єлизавети I, продовжив виплачувати пенсію.

## Повторний шлюб і подальше життя
У 1588, у віці 32 років, померла Енн Сесіл, графиня Оксфорд.
У 1591 одружився з Елізабет Трентем — фрейліною королеви, і переїхав до Гекні, що на північному сході Лондона, суміжного зі Стратфордом. 24 лютого 1593 року у них народився син Генрі, який згодом одружився з Діаною Сесіл, донькою Вільяма Сесіла, 2-го графа Ексетера. В січні 1595 року старша дочка Едварда — Елізабет де Вер вийшла заміж за Вільяма Стенлі, шостого графа Дербі. Бріджет вийшла заміж за Френсіса Норріса (першого графа Беркшира), а Сюзан — за Філіпа Герберта (четвертого графа Пемброука, першого графа Монтгомері). Цікаво відзначити, що Генрі де Вер, що став 18-им графом Оксфордом після смерті батька, очолив протестантський, антиіспанський квадрумвірат 1620-х років разом з графами Саутгемптоном, Пемброуком і Монтгомері — трьома аристократами, нареченими дочок Едварда де Вера, якими присвячено Шекспірові твори.
Помер 24 червня 1604, можливо, від чуми, в своєму будинку Кінґз Плейс (King's Place). Він не залишив по собі заповіту і був похований 6 липня в церкві святого Августина в Гекні. Його могила не збереглася.